# Breznica pri Žireh
Breznica pri Žireh – wieś w Słowenii, w regionie Gorenjskim, w gminie Žiri. 1 stycznia 2017 liczyła 52 mieszkańców.